# Zeche Gertrud
Die Zeche Gertrud war ein Bergwerk am Giepenbach zwischen Tanne (Harz) und Trautenstein in der Montanregion Harz.

## Geschichte
Das Bergwerk war nachweislich seit dem 16. Jahrhundert im Betrieb. Die Zeche wird 1675 erstmals als Güpenbach erwähnt. Der Abbau erfolgte zunächst im Tagebau, erst in der zweiten Hälfte des 19. Jahrhunderts ging man zum Tiefbau über. Die in der Nähe liegende Tanner Hütte war der Hauptabnehmer des geförderten Eisenerzes. Die erste Bergbauphase endete 1836 mit der offiziellen Einstellung des Bergbaus. 1873 wird das Bergwerk als Giepenbachsgrubenfeld, später Zeche Gertrud bei Tanne von der Gewerkschaft Trautenstein neu aufgeschlossen. Die letzte Bergbauphase beginnt 1897/98. In dieser Zeit wird ein neuer Förderschacht abgeteuft und eine Erzaufbereitungsanstalt errichtet. Das Bergwerk hieß offiziell "Zeche Gertrud – Kupfer-, Blei- und Zinkerzbergwerk bei Tanne im Harz". Ab 1904 erfolgte auch die Aufnahme des Bergbaus östlich der heutigen Bundesstraße 242. Dort wurde zunächst der „Trautensteiner Tiefe Stollen“ wieder aufgewältigt. Der Stollen sollte der Wasserhaltung im neuen Grubenfeld dienen. Es entstand ein neuer, bis zu 92 m tiefer Förderschacht mit Fördermaschinenhaus und weiteren zum Betrieb notwendigen Nebengebäuden. Der Abbau der Erze erfolgte auf 3 Sohlen. Zum Transport der Erze vom Förderschacht zur Erzaufbereitung ließ die Gesellschaft 1906 eine 659 Meter lange Drahtseilbahn errichten. Bereits 1905 verschlechterte sich die Lage auf dem Montanmarkt, die Preise für Buntmetalle sanken. Auch bei der Gewerkschaft Trautenstein machte sich dies bemerkbar. Mit der Jahresrechnung 1905 stand ein Verlust von 13.370 Mark zu Buche, der Verkauf der Erze hatte nur einen Reinerlös von 814,40 Mark erzielt. Monatlich musste der Betrieb zwischen 6.000 und 10.000 Mark in die weitere Erkundung der Lagerstätte investieren. Dies brachte die Gewerkschaft ab Anfang 1908 in eine wirtschaftliche Schieflage. Am 21. Dezember 1908 wird der Bergbau endgültig eingestellt und die vorhandenen Bauten bis 1920 abgerissen.

## Geologie
Das Abbaugebiet erstreckte sich entlang der geologischen Grenze zwischen der Tanner Zone und der Harzgeroder Zone. Der wichtigste Erzgang war der Schaftrifter Gangzug mit einer Mächtigkeit von 50 cm. Auf der Zeche Gertrud wurden vor allem Eisenerz, Bleiglanz, Zinkblende und Kupfer gefördert.